# Spencer House (London)

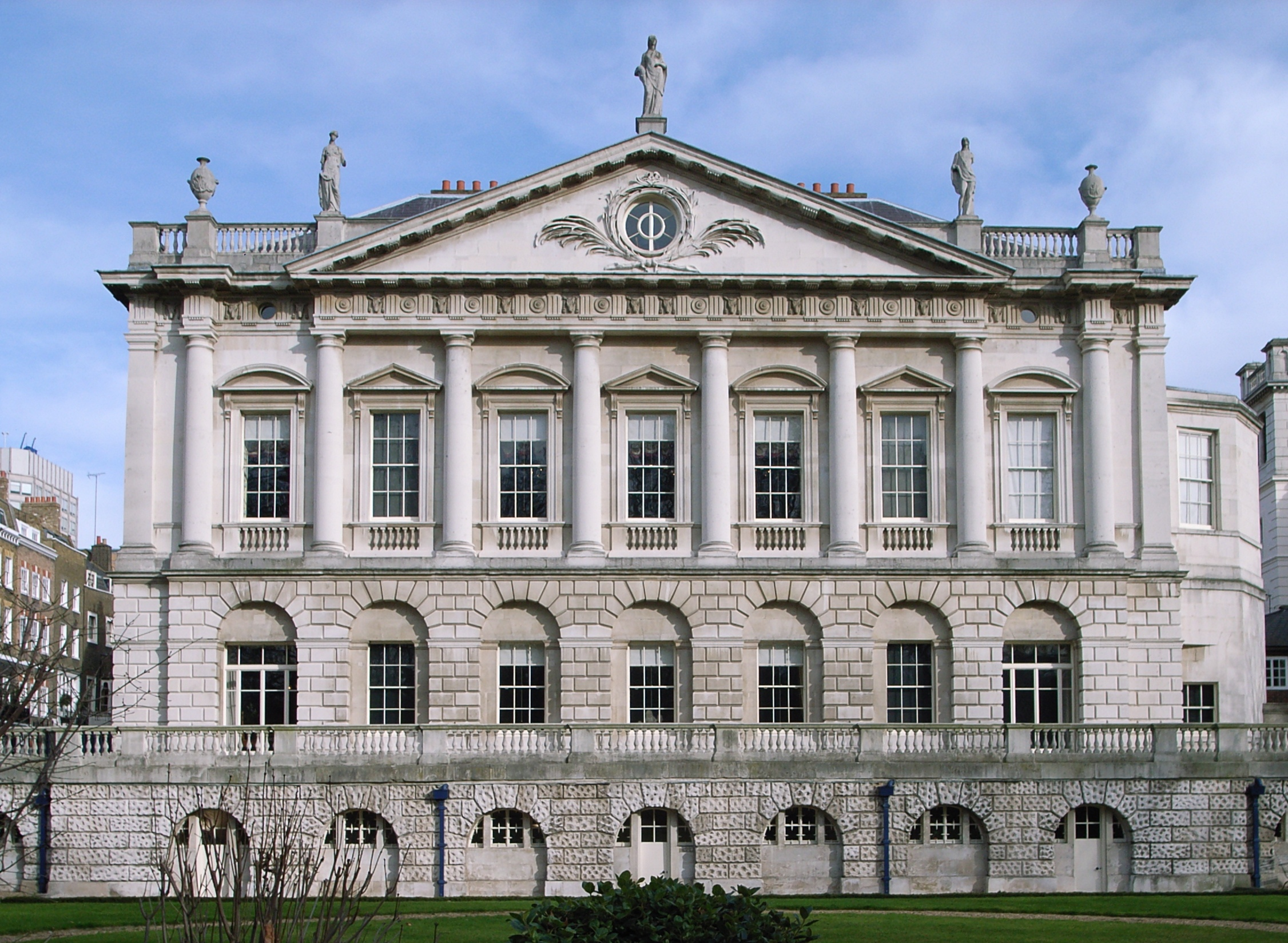
Spencer House

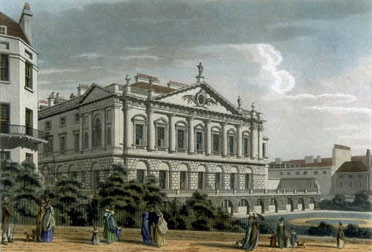
Spencer House um 1800

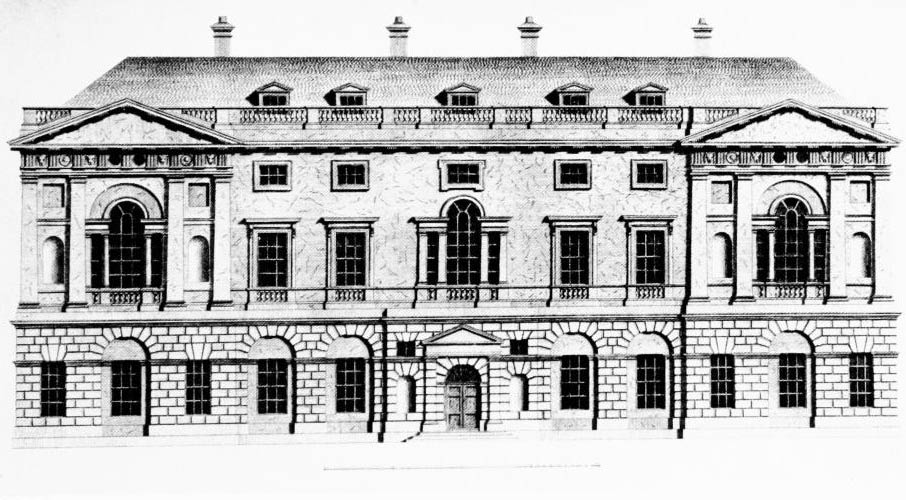
Nordfront

Das Spencer House ist ein palastartiges Herrenhaus in St. James’s, einem Stadtteil der City of Westminster in London. Es befindet sich den Green Park überblickend auf dem zwischen der Little Street und dem St. James’s Place gelegenen Nachbargrundstück des St James’s Palace. Der Bereich gehörte einst selbst zum Palast-Komplex.
1756 erforderte es das gesellschaftliche Leben von John Spencer, 1. Earl Spencer, ein großes Stadthaus in London zu errichten, um seine Position und seinen Status zu untermauern. Er gab das Haus daher bei John Vardy, einem Schüler des Architekten William Kent, in Auftrag. Dieser war verantwortlich für die Fassaden im palladischen Stil.
Bereits 1758 wurde Vardy als Architekt des Projekts durch James Stuart ersetzt, der infolge seiner Studien der griechischen Architektur und besonders des Akanthus-Ornaments in der korinthischen Ordnung die Innendekoration in diesem Sinne veränderte. Dies war ein erstes Beispiel des aufkommenden neoklassizistischen Stils in London, der von da an die Baukunst für mehrere Jahrzehnte dominieren sollte. Einige Räume wurden um 1783 von Henry Holland umgestaltet. In den 1840er Jahren wurden weitere Räume von Philip Hardwick im neuen viktorianischen Stil umdekoriert.
Als Heimat der Familie Spencer wurden die Prunkräume des Hauses ein beliebter Treffpunkt der Londoner Aristokratie und High Society. Die Familie Spencer lebte bis 1895 ständig und in den ersten Jahrzehnten des 20. Jahrhunderts nur für kurze Zeit in diesem Haus. Dazwischen und später wurde das Haus als Londoner Repräsentanz mehrerer Gesellschaften genutzt und zwischen 1926 und 1943 als Ladies’ Army and Navy Club. Während der Luftschlacht um England im Zweiten Weltkrieg wurden zur Sicherung viele für das Haus angefertigte Möbel und Dekorationsgegenstände im Stammsitz der Familie Althorp House in Sicherheit gebracht.
1948 wurde das Haus an das Auktionshaus Christie’s verpachtet, 1956 an die British Oxygen Company und 1963 an die Economist Intelligence Unit. 1985 vermietete John Spencer, 8. Earl Spencer, der Vater von Prinzessin Diana, das Haus an das Familienunternehmen des Jacob Rothschild, 4. Baron Rothschild bzw. die RIT Capital Partners als „Leasehold“ für 96 Jahre. Die neuen Nutzungsberechtigten unterzogen das Palais daraufhin einer grundlegenden Renovierung, wodurch die Prunkräume und Gärten in ihrem ursprünglichen Aussehen wiederhergestellt wurden.
Spencer House ist, neben dem Lancaster House und dem benachbarten Bridgewater House, einer der letzten der vielen privaten Stadtpaläste, die einst im Zentrum von London standen. Heutiger Besitzer ist Charles Spencer, 9. Earl Spencer.
Das Haus ist als Firmensitz der Rothschild Investment Trust Capital Partners nicht allgemein zugänglich, seine acht Prunkräume können aber sonntags besichtigt werden.